# Neue Belgrader Eisenbahnbrücke
Die Neue Belgrader Eisenbahnbrücke (serbisch Нови железнички мост, Novi železnički most) ist eine Eisenbahnbrücke über die Save in Belgrad. Sie ist ein Bestandteil des Belgrader Eisenbahnknotens und verbindet den Bahnhof Novi Beograd mit dem neuen Bahnhof Belgrad Zentrum, der allgemein Prokop genannt wird.
Im Zuge des 1928 m langen zweigleisigen Viadukts steht die Strombrücke, eine stählerne, 558 m lange Schrägseilbrücke, die die Save mit einer Spannweite von 254 m überquert. Sie war die erste Schrägseilbrücke für reinen Eisenbahnverkehr Jugoslawiens.
Ihre sechs Öffnungen haben Pfeilerachsabstände von 54 + 85 + 50 + 254 + 50 + 65 m.
Ihr Versteifungsträger besteht aus zwei durchlaufenden einzelligen Hohlkästen mit einer konstanten Bauhöhe von 4,45 m und einer Breite von 3,20 m. Sie sind durch eine 8,10 m breite orthotrope Platte verbunden, die 70 cm tiefer als das Deckblech der Hohlkästen angeordnet ist, um Raum für das Schotterbett zu haben, das der Lärmminderung dient. Durch das Gewicht des Schotters wird außerdem ein besseres Verhältnis zwischen dem Eigengewicht der Brücke und den hohen Verkehrslasten erreicht, was zur Steifigkeit der Brücke beiträgt.
Die Brücke ist 16,5 m breit, einschließlich der beiden an den Außenseiten angebrachten 1,0 m breiten Dienstwege.
Die beiden stählernen Pylone bestehen aus vertikalen Stielen, die nur im oberen Bereich durch eine Traverse verbunden und versteift sind. Sie sind 55 m hoch, gemessen ab der Oberkante der Hohlkästen. Sie haben einzellige Rechteckquerschnitte mit einer konstanten Breite von 1,90 m und einer Länge, die von 3,10 m an den Hohlkästen abnimmt bis auf 2,50 m an den Spitzen.
Die Brücke wurde von Nikola Hajdin und Ljubomir Jeftović entworfen und in den Jahren 1975 bis 1979 gebaut. Die Stahlkonstruktion wurde von drei jugoslawischen Unternehmen geliefert, die Seile kamen aus der Schweiz und die Montage führte Mostogradnja aus Belgrad aus, die auch den übrigen Brückenzug aus einer Spannbeton-Plattenbalkenkonstruktion ausführten.